# Paul Bürde
Paul Eduard Maximilian Bürde (* 1819 in Rogen, Oberschlesien oder 28. November 1830; † 23. Mai 1874 in Berlin) war ein deutscher Maler und Illustrator.

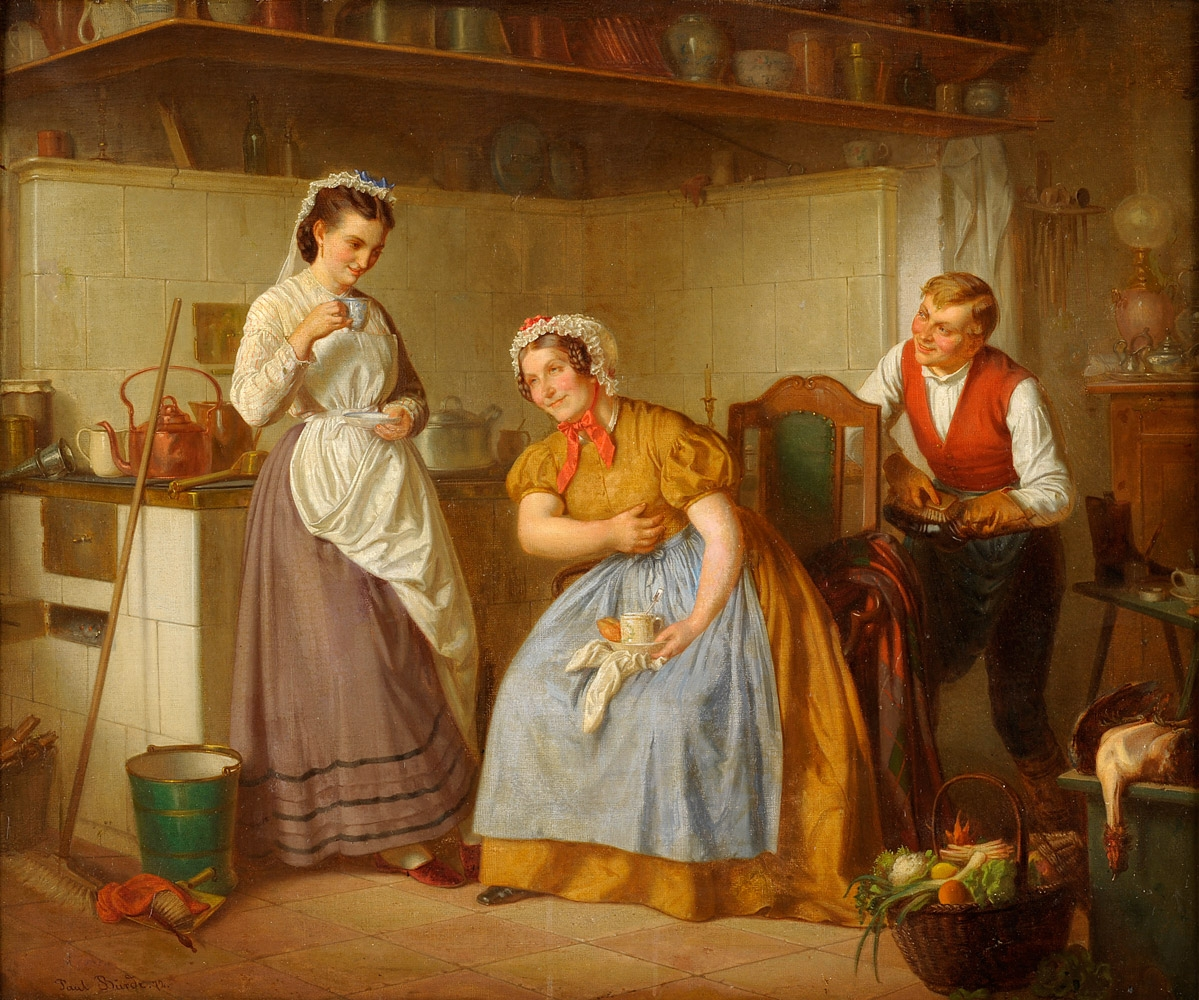
Eine lustige Geschichte, Genrebild des Dienstbotenmilieus

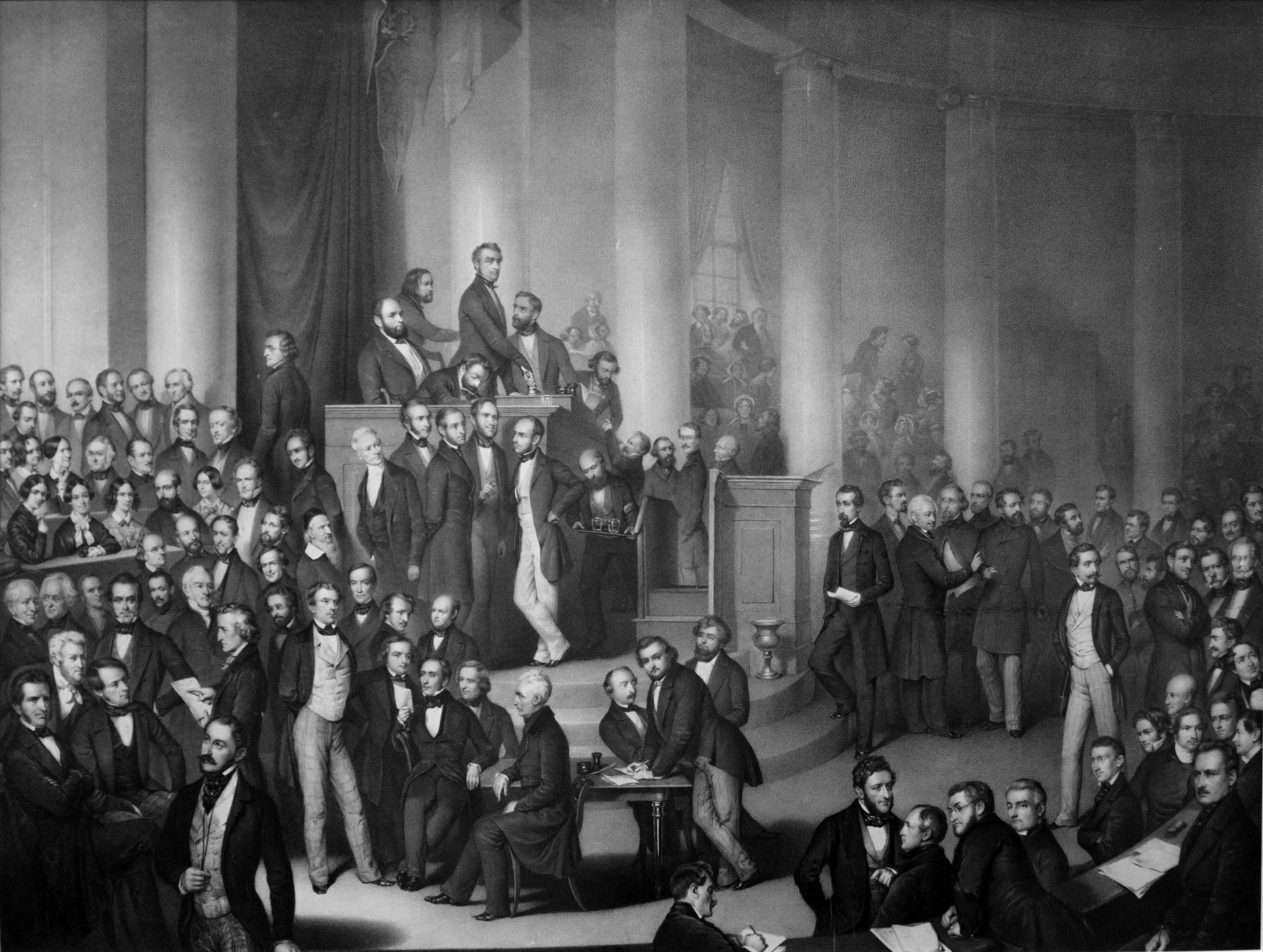
Diskussion im Frankfurter Parlament, 1848, Lithografie nach dem Gemälde von Paul Bürde

## Leben

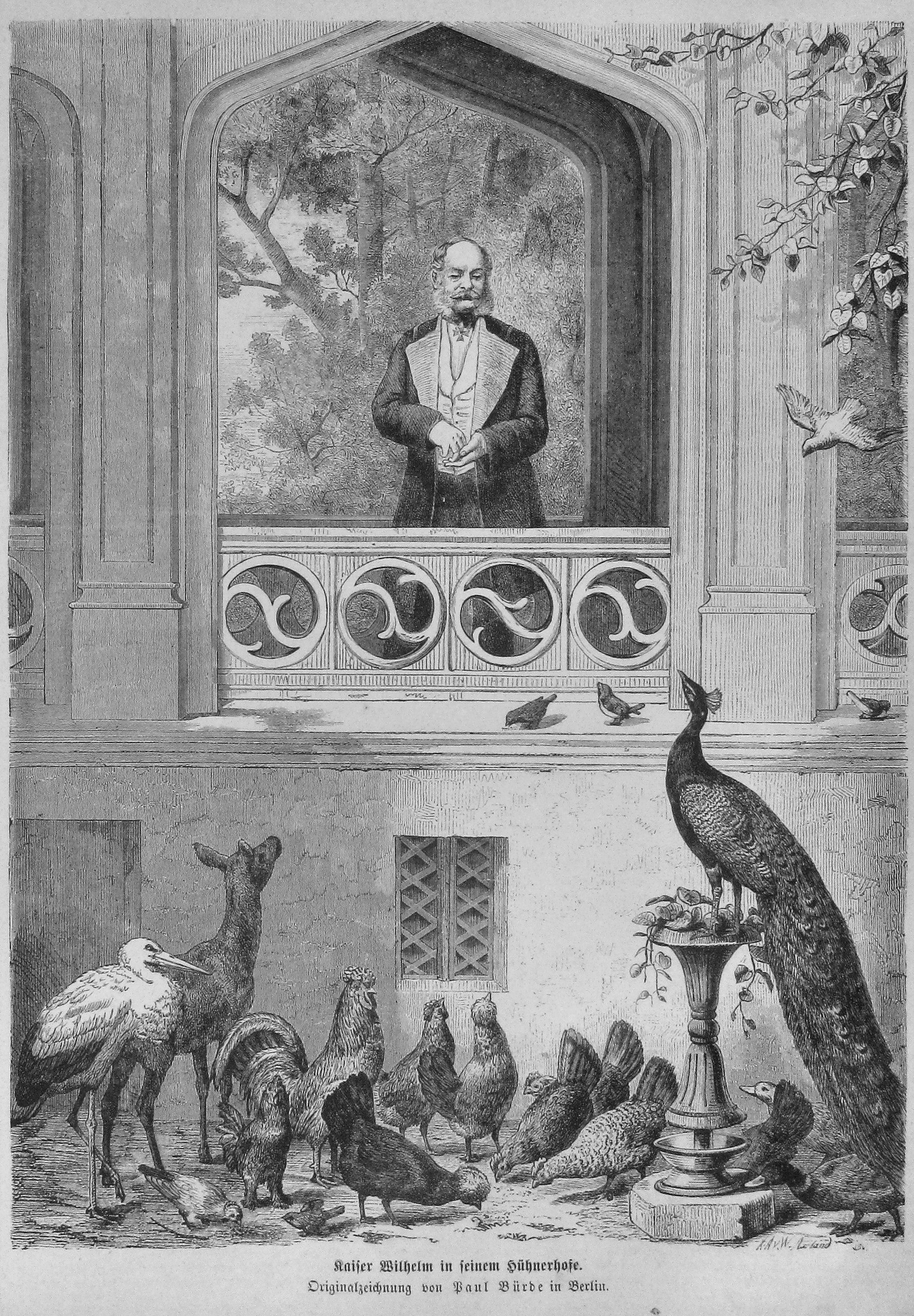
Kaiser Wilhelm in seinem Hühnerhause (im Schloss Babelsberg), Illustration in der Zeitschrift Die Gartenlaube, 1873

Bürde war fünftes Kind des Rittergutsbesitzers und Groß Strehlitzer Landrats Ernst Bürde (1794–1869) und seiner Frau Pauline, geb. Rambach (1798–1855). Er wuchs in Rosniontau (Oberschlesien) auf. Sein Onkel war der Berliner Akademieprofessor und Tiermaler Friedrich Leopold Bürde, Gemahl der Sängerin und Pianistin Jeanette Milder-Bürde (* 1799). Ein weiterer Onkel war der bei Karl Friedrich Schinkel wirkende Baurat Georg Heinrich Bürde (1796–1865), dessen Schwiegertochter, die Sängerin Jenny Bürde-Ney (1824–1886), Paul Bürde porträtierte. Paul Bürdes Großvater war der Dichter und Hofrat Samuel Gottlieb Bürde (1753–1831). Am 28. November 1856 heiratete er seine Cousine Katarina (1837–1917), die Tochter seines Onkels Georg Heinrich, die ihm die Kinder Alfred (* 1859), Anna (* 1860), Klara (* 1863) und Wanda (* 1865) gebar.
An der Preußischen Akademie der Künste in Berlin porträtierte er 1846 seinen Lehrer Eduard Daege. Bekannt ist sein Bild Diskussion im Frankfurter Parlament, in dem Bürde als Augenzeuge der Parlamentssitzungen zahlreiche bedeutende Politiker aus der Zeit der Deutschen Revolution 1848/1849 porträtierte. Ein bekanntes Bild ist ferner Die Huldigung an Kaiser Wilhelm I. (1871), durch das Bürde Wilhelm I. wegen der Reichsgründung in eine Reihe mit Martin Luther, Friedrich dem Großen und Feldmarschall Blücher stellte und damit die borussische Geschichtsschreibung Heinrich von Treitschkes malerisch wiedergab. In Berlin betätigte sich Bürde bis zu seinem Tod als Genremaler und Porträtmaler Berliner Persönlichkeiten sowie als Illustrator der Zeitschrift Die Gartenlaube. Der Maler Ludwig Pietsch hob Bürde auch als „Maler von Aquarellbildern offizieller Vorgänge am königlichen Hof und in der königlichen Familie“ hervor.